# Engaño militar

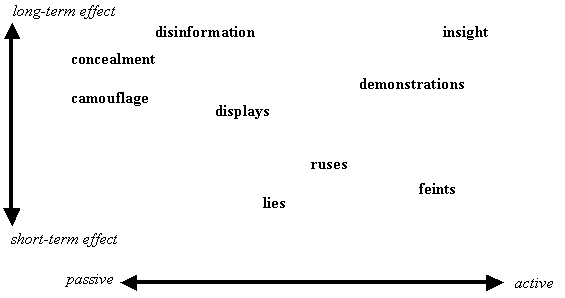
Espectro de tipos de engaño, que incluyen: desinformación, ocultamiento, camuflaje, demostraciones y fintas.

El término engaño militar son aquellas acciones ejecutadas con el objetivo de engañar a los adversarios sobre las capacidades, intenciones y operaciones de las fuerzas militares propias, promoviendo un análisis equivocado y causando que el adversario obtenga conclusiones falsas.
La doctrina militar de los Estados Unidos usa el acrónimo MILDEC (military deception) y la antigua doctrina militar de la Unión Soviética y ahora de Rusia usan el término maskirovka (en ruso: маскировка), literalmente: camuflaje, ocultación, enmascaramiento.
A lo largo de la historia de los conflictos bélicos, la utilización del engaño y la desinformación ha sido una constante. La búsqueda de la ventaja en las operaciones militares generando niebla de guerra o la necesidad de minimizar los efectos adversos del combate sobre las fuerzas propias han convertido al engaño en una disciplina cada vez más sofisticada, a menudo enlazada con operaciones encubiertas y guerra psicológica.